# Cryphoeca lichenum
Cryphoeca lichenum là một loài nhện trong họ Hahniidae.
Loài này thuộc chi Cryphoeca. Cryphoeca lichenum được Ludwig Carl Christian Koch miêu tả năm 1876.